# توماس دبلیو. فری
توماس وایت فری (به انگلیسی: Thomas White Ferry) سناتور سابق عضو حزب جمهوری‌خواه ایالات متحده آمریکا بود. وی در سال ۱۸۷۱ تا ۱۸۸۳ میلادی سناتور ایالت میشیگان در سنای ایالات متحده آمریکا بود.